# 龙胜槭
龙胜槭（学名：Acer lungshengense）是无患子科槭属的植物，为中国的特有植物。分布于中国大陆的广西、贵州等地，生长于海拔1,500米至1,800米的地区，一般生长在山谷疏林中，目前已由人工引种栽培。